# 池田直樹 (声楽家)
池田 直樹（いけだ なおき、1950年6月24日-）は、日本の声楽家（バス・バリトン）、オペラ歌手、音楽学者。東京二期会所属。日本大学元教授。

## 人物・来歴
鹿児島県姶良郡蒲生町出身で、父は鹿児島県職員から後に第11代蒲生町長となった池田正辰。ラ・サール中学校・高等学校に入った後、父の異動にともない東京都に転居し東京都立目黒高等学校に編入、卒業。1973年東京芸術大学音楽学部声楽科卒業（首席）、1976年同大学院音楽研究科修士課程修了、1980年10月から1年間文化庁芸術家在外研修員としてドイツ留学。中山悌一、小島琢磨、ハンス・ホッターに師事。二期会（東京二期会）のオペラ歌手・演者として活動し、1992年より幹事を務める。2008年4月、日本大学芸術学部教授に就任。学部音楽学科と大学院芸術研究科音楽芸術専攻で教え、2019年3月に退任。
新国立劇場公演や東京二期会オペラ劇場公演に多数出演。また、声楽作品全般を研究し、特にドイツ歌曲、ヨハン・ゼバスティアン・バッハと中心とした受難曲やヴォルフガング・アマデウス・モーツァルトを中心にしたオペラ作品を対象としている。

## 著作
- 『声の力 歌・語り・子ども』河合隼雄、阪田寛夫、谷川俊太郎と、岩波書店 2002、岩波現代文庫 2019